# 26194 Chasolivier
26194 Chasolivier este un asteroid din centura principală de asteroizi.

## Descriere
26194 Chasolivier este un asteroid din centura principală de asteroizi. A fost descoperit pe 10 februarie 1997 la Kitt Peak National Observatory, în cadrul proiectului Spacewatch. Asteroidul prezintă o orbită caracterizată de o semiaxă mare de 2,30 ua, o excentricitate de 0,18 și o înclinație de 0,5° în raport cu ecliptica.